# Záluží (okres Litoměřice)
Záluží je obec v okrese Litoměřice v Ústeckém kraji. Leží na levém břehu řeky Labe, nedaleko hory Říp, čtyři kilometry západně od města Štětí a sedm kilometrů severovýchodně od Roudnice nad Labem. Včetně části Kozlovice v obci žije 217 obyvatel. U vsi se nachází lužní háj a v nedalekých lesích probíhá těžba písku.

## Historie
Vsi Záluží a Kozlovice jsou poprvé zmiňovány na darovací listině krále Václava II. biskupovi Tobiášovi z Bechyně z 11. srpna 1295.
V letech 1521 a 1577 vesnice patřila k roudnickému panství.
V roce 1959 byl ve vsi objeven depot bronzových předmětů z přelomu mladší a pozdní doby bronzové. Tvořila jej zásobnicová nádoba se 184 předměty (plechový koflík, tepaný plechový pásek, spona, náramky, nákrčníky, kroužky ad.).
Obec byla postižena povodní v roce 2002. Jedno stavení bylo nutno strhnout, mnoho dalších muselo být opraveno.

## Obyvatelstvo
| Rok            | 1869 | 1880 | 1890 | 1900 | 1910 | 1921 | 1930 | 1950 | 1961 | 1970 | 1980 | 1991 | 2001 | 2011 | 2021 |
| -------------- | ---- | ---- | ---- | ---- | ---- | ---- | ---- | ---- | ---- | ---- | ---- | ---- | ---- | ---- | ---- |
| Počet obyvatel | 159  | 143  | 144  | 161  | 220  | 204  | 177  | 150  | 175  | 169  | 123  | 88   | 88   | 88   | 223  |
| Počet domů     | 27   | 29   | 29   | 34   | 36   | 41   | 47   | 53   | 55   | 56   | 48   | 45   | 60   | 60   | 90   |

## Pamětihodnosti
Do jižní části katastrálního území zasahuje veslařský kanál Račice.